# دوناتاس موتيجوناس
دوناتاس موتيجوناس (بالليتوانية: Donatas Motiejūnas) مواليد 20 سبتمبر 1990 في كاوناس، هو لاعب كرة سلة ليتواني. بدأ مسيرته الاحترافية في سنة 2005. تم اختياره من قبل فريق مينيسوتا تمبر ولفز خلال الدرافت. يلعب مع نيو أورلينز بيليكانز في الرابطة الوطنية لكرة السلة كلاعب وسط. يحمل الرقم 12. يبلغ طوله 7 قدم 0 بوصة (2.1 م). حقق المركز الثاني في بطولة أمم أوروبا لكرة السلة 2013.

## المسيرة الاحترافية
لعب مع زالغيريس لكرة السلة في موسم 2007–2008، ثم لعب مع نادي أتلتاس لكرة السلة في موسم 2008–2009، ثم لعب مع تريفيزو لكرة السلة في الدوري الإيطالي من سنة 2009 إلى 2012، ثم لعب مع هيوستن روكتس من سنة 2012 إلى 2016، ثم لعب مع نيو أورلينز بيليكانز في سنة 2017.

## سجل المنافسة
شارك في المنافسات التالية:
- كأس العالم لكرة السلة 2014
- بطولة أمم أوروبا لكرة السلة 2013

## الميداليات
| الميدالية | المسابقة                         |
| --------- | -------------------------------- |
| فضية      | بطولة أمم أوروبا لكرة السلة 2013 |

## إحصائيات المسيرة

### الدوري الأوروبي
| السنة   | الفريق              | لعب | بدأ | دقيقة | ميداني% | ثلاثية | حرة   | ارتداد | صنع | استلاب | تصدي | نقطة | أداء |
| ------- | ------------------- | --- | --- | ----- | ------- | ------ | ----- | ------ | --- | ------ | ---- | ---- | ---- |
| 2007–08 | زالغيريس لكرة السلة | 3   | 0   | 7.2   | .200    | .000   | 1.000 | 2.7    | .0  | .0     | .0   | 1.3  | 1.3  |
| 2011–12 | أسكو غدينيا         | 10  | 10  | 31.3  | .436    | .304   | .455  | 7.9    | .9  | .6     | .8   | 12.5 | 13.7 |
| المسيرة | المسيرة             | 13  | 10  | 25.7  | .426    | .292   | .486  | 6.7    | .7  | .5     | .6   | 9.9  | 10.8 |

### الرابطة الوطنية لكرة السلة

#### الموسم الاعتيادي
| السنة   | الفريق       | لعب | بدأ | دقيقة | ميداني% | ثلاثية | حرة  | ارتداد | صنع | استلاب | تصدي | نقطة |
| ------- | ------------ | --- | --- | ----- | ------- | ------ | ---- | ------ | --- | ------ | ---- | ---- |
| 2012–13 | هيوستن روكتس | 44  | 14  | 12.2  | .455    | .289   | .627 | 2.1    | .7  | .2     | .2   | 5.7  |
| 2013–14 | هيوستن روكتس | 62  | 3   | 15.4  | .443    | .250   | .604 | 3.6    | .5  | .3     | .3   | 5.5  |
| 2014–15 | هيوستن روكتس | 71  | 62  | 28.7  | .504    | .368   | .602 | 5.9    | 1.8 | .8     | .5   | 12.0 |
| 2015–16 | هيوستن روكتس | 37  | 22  | 14.8  | .439    | .281   | .642 | 2.9    | 1.1 | .5     | .1   | 6.2  |
| المسيرة | المسيرة      | 214 | 101 | 19.0  | .475    | .308   | .612 | 4.0    | 1.1 | .5     | .3   | 7.8  |

#### الأدوار الإقصائية
| السنة   | الفريق       | لعب | بدأ | دقيقة | ميداني% | ثلاثية | حرة   | ارتداد | صنع | استلاب | تصدي | نقطة |
| ------- | ------------ | --- | --- | ----- | ------- | ------ | ----- | ------ | --- | ------ | ---- | ---- |
| 2013    | هيوستن روكتس | 1   | 0   | 5.0   | 1.000   | .000   | 1.000 | 1.0    | .0  | .0     | .0   | 5.0  |
| 2016    | هيوستن روكتس | 5   | 4   | 19.6  | .432    | .444   | .471  | 5.2    | 1.0 | .8     | .4   | 8.8  |
| المسيرة | المسيرة      | 6   | 4   | 17.2  | .462    | .444   | .500  | 4.5    | .8  | .7     | .3   | 8.2  |

## روابط خارجية
- دوناتاس موتيجوناس على موقع الاتحاد الدولي لكرة السلة (الإنجليزية)
- دوناتاس موتيجوناس على موقع الدوري الأوروبي لكرة السلة (الإنجليزية)
- دوناتاس موتيجوناس على موقع إن بي أي (الإنجليزية)
- دوناتاس موتيجوناس على موقع سبورتس رفرنس (الإنجليزية)
- دوناتاس موتيجوناس على موقع كرة السلة الأوروبية.كوم (الإنجليزية)
- دوناتاس موتيجوناس على موقع DraftExpress.com (الإنجليزية)
- دوناتاس موتيجوناس على موقع إي إس بي إن.كوم (الإنجليزية)
- دوناتاس موتيجوناس على موقع ريلجم (الإنجليزية)
- دوناتاس موتيجوناس على موقع بروبوليرز (الإنجليزية)
- دوناتاس موتيجوناس على موقع سبورتس رفرنس (الإنجليزية)